# Andechs (Duitsland)
Andechs is een gemeente in de Duitse deelstaat Beieren, die deel uitmaakt van de Landkreis Starnberg. Andechs telt 3.739 inwoners.
De plaats vormde samen met het naburige Dießen am Ammersee het stamland van de hertogen van Meranië.

## Bezienswaardig
De benedictijner Abdij van Andechs in oorsprong gotisch, maar tussen 1751 en 1755 in rococo-stijl aangepast, met fresco's van Johann Baptist Zimmermann (1680-1758), bevat een zijkapel waar de toondichter Carl Orff begraven ligt.
Andechs ·
Berg ·
Feldafing ·
Gauting ·
Gilching ·
Herrsching am Ammersee ·
Inning am Ammersee ·
Krailling ·
Pöcking ·
Seefeld ·
Starnberg ·
Tutzing ·
Weßling ·
Wörthsee